# 한방로
한방로(Hanbang-ro)는 대한민국의 경상북도 영천시 도동에서 시작하여, 봉동을 거쳐 연결하는 도로이다.

## 노선 경로
- 도동앞길 직결
  - 도동네거리 - 천문로
  - 삼거리 명칭 미상 - 칠백로
  - 봉작교차로 - 영천아이시로
- 작산교차로 - 대경로 (국도 제4호선, 국도 제35호선)
- 작산교 - 대경로 (국도 제4호선, 국도 제35호선) 통과

## 같이 보기
- 국도 제4호선, 국도 제35호선 (기존 도로)